# Heterorrhina micans
Heterorrhina micans – gatunek chrząszcza z rodziny poświętnikowatych, podrodziny kruszczycowatych i plemienia Goliathini.
Gatunek ten został opisany w 1840 przez Félixa Édouarda Guérin-MéNeville’a jako Gnathocera micans.
Ciało długości od 23 do 26 mm i szerokości od 11 do 14 mm, w obrysie podłużno-owalne, umiarkowanie wypukłe, błyszczące, obustronnie jednolicie trawiastozielone, oliwkowozielone bądź głęboko niebieskie. Nadustek w obrysie kwadratowy, raczej szerszy niż dłuższy, uzbrojony w żeberko przednie, prosty na przednim brzegu, który pośrodku jest nieco wyciągnięty ku górze. Nadustek punktowany nieregularnie, pokrywy i, prócz środka, przedplecze delikatnie, a boki zapiersia i odwłok grubo. Boki przedplecza raczej silnie zafalowane. Tylna krawędź pokryw żłobkowana. Pygidium poprzecznie żłobkowane. Śródpiersie o wyrostku płaskim, smukłym, silnie zakrzywionym i tępym na wierzchołku.
Chrząszcz orientalny, endemiczny dla Indii, gdzie znany jest m.in. z Ćhota Nagpur, Ghatów Zachodnich, Śewraj Paharijan, Travancore, Tiruchirapalli, Kanary i gór Nilgiri.